# Kozmice (Morávia-Silésia)
Kozmice é uma comuna checa localizada na região de Morávia-Silésia, distrito de Opava.